# NGC 548

NGC 548

NGC 548 في الفهرس العام الجديد، هي مجرة، تقع في كوكبة قيطس. اكتشفت في 2 نوفمبر 1867 بواسطة جورج ماري سيرل.

## روابط خارجية
- NGC 548 على موقع ويكي سكاي: DSS2, SDSS, GALEX, IRAS, Hydrogen α, X-Ray, Astrophoto, Sky Map, Articles and images